# Pernette Du Guillet
Pernette Du Guillet (1520 – 7 de juliol de 1545) va ser una poetessa francesa del Renaixement.
Va néixer en una família noble francesa a Lió i es va casar el 1537 o 1538 amb el cognom Du Guillet. Durant la primavera de 1536, es va trobar amb el poeta Maurice Scève, 19 anys més gran que ella, i convertint-se en la seva musa poètica, inspirant la seva "Délie". D'aquest treball n'ha arribat la reputació de la seva bellesa i cultura. Va viure a Lió, que va florir culturalment durant la seva vida. Després de la seva mort, la seva poesia va ser publicada a "Rymes de Gentille et Vertueuse Dame, Pernette du Guillet".